# My Girl's Pussy
〈My Girl's Pussy〉是一首由英國樂隊指揮兼單簧管演奏家哈利·洛伊創作的一首歌曲。這首歌由哈利·洛伊與他的蝙蝠俱樂部男孩樂隊（His Bat Club Boys）在1931年錄製的。這首歌用了「Pussy」一詞中的兩個意思（貓和女性生殖器），一語雙關。

## 翻唱版本
這首歌後來在1976年被Ian Whitcomb翻唱、1978年被R. Crumb & His Cheap Suit Serenaders翻唱、2004年被Kitten on the Keys翻唱，以及2007年被Blag Dahlia翻唱。

## 流行文化
這首歌是2004年電影《Head in the Clouds》的原聲音樂。它於2011年至2012年被用作澳大利亞廣播公司電視劇《Laid》的主題曲。
《酒私風雲》（2014年）的第5季中本傑明·西格爾在被綁架期間唱了這首歌。